# Амбражевский, Марк
Марк Амбражевский (пол. Marek Ambroży z Nysy; лат. Marcus Ambrosius de Nissa, нем. Markus Ambrosius von Neisse; около 1530 — после 1584) — польско-немецкий герольдмейстер, живший в середине XVI века, автор изданного в Париже сочинения «Arma sive insignia Regni Poloniae» .
Создатель одного из важнейших трудов польской геральдики Arma Regni Poloniae.

## Биография
Немецкого происхождения. Родился в Силезии. Образование получил в Краковской академии одновременно с другим геральдистом - Бартошем Папроцким. Очевидно был знаком с произведениями польско-латинских поэтов, особенно со стихами, являвшимися реализацией принципа Горация ut pictura a poesis erit, что подтверждается тщательным прочтением его произведений.
В 1562 году в Антверпене издал гербовник Arma sive insignia Regni Poloniae eiusque praecipuarum familiarum (сокращённо: Arma Regni Poloniae), посвящённый Генриху III Валуа. Гербовник включал одни только гербы, без описаний и пояснений, труд содержал 144 герба, из которых 112 шляхетских гербов, выполненных гравюрами по дереву.
Arma Regni Poloniae по видимому было основано на одной из несохранившихся рукописей  польского историка Яна Длугоша.
ЭСБЕ пишет, что 
Книга эта ныне составляет чрезвычайную редкость: в последнее время существовало только два экземпляра: в Санкт-Петербурге, из библиотеки Залусских, и в Бодлианской библиотеке Оксфордского университета (Великобритания).
По уточнённым данным, гербовник  "Arma Regni Poloniae" М. Амбражевского имеется в Курницкой библиотеке графов Дзялынских, которая ныне стала частью Национальной библиотеки Польши и перешла под управление Польской академии наук. Книга была оцифрована и теперь доступна пользователям.
- Герб Старыконь
- Герб Погоня
- Герб Смоленского воеводства
- Герб Люблинского воеводства (Королевство Польское)
- Герб Перемышльский
- Герб Cignorum